# Amfolyt
En amfolyt eller hydronolyt er en kemisk forbindelse som er i stand til både at virke som syre og som base, f.eks. vand (H2O) og aminosyrer. En syre-basereaktion kaldes også en hydronolyse (eller forældet: protolyse).

## Eksempler
Vands reaktion med en base (vandet reagerer som syre): H2O + NH3 → NH4+ + OH−
Vands reaktion med en syre (vandet reagerer som base): H2O + HCl → H3O+ + Cl−
I et glas med vand er der altid en lille del af vandet der findes på H3O+-form og en lille del der findes på OH--form, 10-7mol pr. liter, af hver, ved 20 grader celsius og 1 atmosfæres tryk, i rent vand. Det er fordi en lille del af vandmolekylerne har reageret med hinanden:
{\displaystyle {\ce {H2O (l) + H2O (l) <=> H3O^+ (aq) + OH^- (aq)}}}
Denne reaktion kaldes vands autohydronolyse.
I reaktionen 
2 NaHCO3 → H2CO3 + Na2CO3 → Na2CO3 + CO2 + H2O
sker der en hydronolyse hvor HCO3- fra den ene formelenhed reagerer med HCO3- fra den anden formelenhed. Den ene som syre, den anden som base. 
Men H2CO3 er ustabilt og går i stykker og giver så CO2 + H2O.

## Amfolytformlen
Ifølge amfolytformlen er pH uafhængig af amfolyttens koncentration i opløsningen, for pH = gennemsnittet af de to pKs-værdier.